# エスポールみやぎユースホステル
エスポールみやぎは（一財）宮城県青年会館が運営する宮城県の青年会館。同館はユースホステルも併設されている。

## 設備
- 個人や小グループに適している
- 団体の利用に適している
- グループで一室利用可
- 余裕があればグループで一室利用可
- ゲストルームあり
- 駐車場あり
- 自炊室あり
- 会議室あり
- 洗濯機あり
- 乾燥機あり
- 荷物預かりあり
- 周辺にスポーツ施設あり
- 身体障害者向け設備あり

## アクセス
- JR東北本線東仙台駅下車、JR仙石線陸前原ノ町駅下車ともに 徒歩20分